# SILK (ROUAGEの曲)
「SILK」（シルク）は、ROUAGEのインディーズ時代のシングル。1994年5月発売。noirよりリリース。

## 解説
- 1st～4thプレスでジャケットの色が違う。（1st:茶、2nd:黒、3rd:青、4th:緑）
- CDには表記されていないが、1曲目に「Creation -審判-」が収録されている。

## 収録曲
1. Creation -審判-
  - 作詞:KAZUSHI/作曲:RAYZI/編曲:ROUAGE
2. Silk
  - 作詞:KAZUSHI/作曲:RAYZI/編曲:ROUAGE
3. More Trance
  - 作詞:KAZUSHI/作曲:SHONO/編曲:ROUAGE